# Hedgpethia nasica
Hedgpethia nasica är en havsspindelart som beskrevs av Child, C.A. 1994. Hedgpethia nasica ingår i släktet Hedgpethia och familjen Colossendeidae. Inga underarter finns listade i Catalogue of Life.